# Резня на реке Марайас
Резня на реке Марайас или Бойня Бейкера — карательная операция войск США против индейского племени пикани, проведённая 23 января 1870 года. В ходе операции американскими войсками было уничтожено 217 членов племени, преимущественно детей, стариков и женщин.

## Предпосылки
В 1867 году молодой воин Дитя-Совы (англ. Owl Child) из племени пикани украл лошадей у Малколма Кларка, известного скотовода в Монтане. Малколм, вместе со своим сыном Хорасом, избил и унизил индейца на глазах его сородичей. Дитя-Совы не забыл нанесённого ему оскорбления и 17 августа 1869 года убил Малколма Кларка.
Убийство столь известного человека вызвало волнения среди белого населения Монтаны и генерал Филип Шеридан отдал приказ сурово наказать пикани. Узнав об этом, Дитя-Совы бежал и присоединился к общине Горного Вождя, который с враждебностью относился к американцам. В январе 1870 года из форта Шоу выступила карательная экспедиция под руководством майора Юджина Бейкера.

## Ход операции
Узнав о планах американских военных, Горный Вождь увёл своих людей на север, чтобы избежать столкновений с армией США. 23 января 1870 года войска майора Бейкера подошли к долине реки Марайас. В поселении располагалось около 80 типи. Однако, Юджин Бейкер ошибся — это был клан не Горного Вождя, а клан Тяжёлого Бегуна, члены которого хорошо относились к белым. В тот день многие пикани охотились на бизонов, поэтому в лагере из мужчин оставались только вождь и несколько стариков, индейцы думали, что американцы хотели наказать только людей Горного Вождя, а потому были совершенно не готовы отразить атаку. Майор Бейкер приказал открыть огонь на поражение, оставшихся в живых женщин и детей не стали брать в плен — их отпустили замерзать полуодетыми при минусовой температуре, а восьмерых пленных мужчин просто зарубили топорами. Таким образом была уничтожена целая община.